# L'Homme fleur
Albums de Blankass
L'Ère de rien
(1999) Elliott
(2005)
L'Homme fleur est le titre du troisième album studio du groupe de rock français Blankass.
Cet album est sorti le 1er avril 2003 (Up Music).

## Titres
1. Mondiale Idée (4 min 22 s)
2. Anna (4 min 04 s)
3. La Croisée (4 min 03 s)
4. L'Homme fleur (4 min 54 s)
5. Roule (3 min 35 s)
6. Les Miens (4 min 07 s)
7. Pour la lumière (4 min 40 s)
8. C'est moi (4 min 51 s)
9. L'Étage (5 min 07 s)
10. Je reste (5 min 05 s)
11. Another brick in the wall (avec Spider Stacy) (3 min 41 s)
12. Sur la branche (2 min 00 s)
13. Nous avons gagné ce soir (3 min 40 s) (sur la version digipack de l'album uniquement)